# Vico Equense
Vico Equense es un municipio italiano localizado en la ciudad metropolitana de Nápoles, región de Campania. Cuenta con 20.969 habitantes en 29,38 km². Se encuentra en la península sorrentina.
Vico Equense contiene las frazioni (subdivisiones) de Arola, Bonea, Fornacelle, Massaquano, Moiano, Monte Faito, Montechiaro, Pacognano, Patierno, Pietrapiana, Preazzano, Sant'Andrea, Seiano, Ticciano, San Salvatore y Santa Maria del Castello.
Limita con los municipios de Castellammare di Stabia, Meta, Piano di Sorrento y Pimonte, en la ciudad metropolitana de Nápoles, y con Positano, en la provincia de Salerno.

## Galería

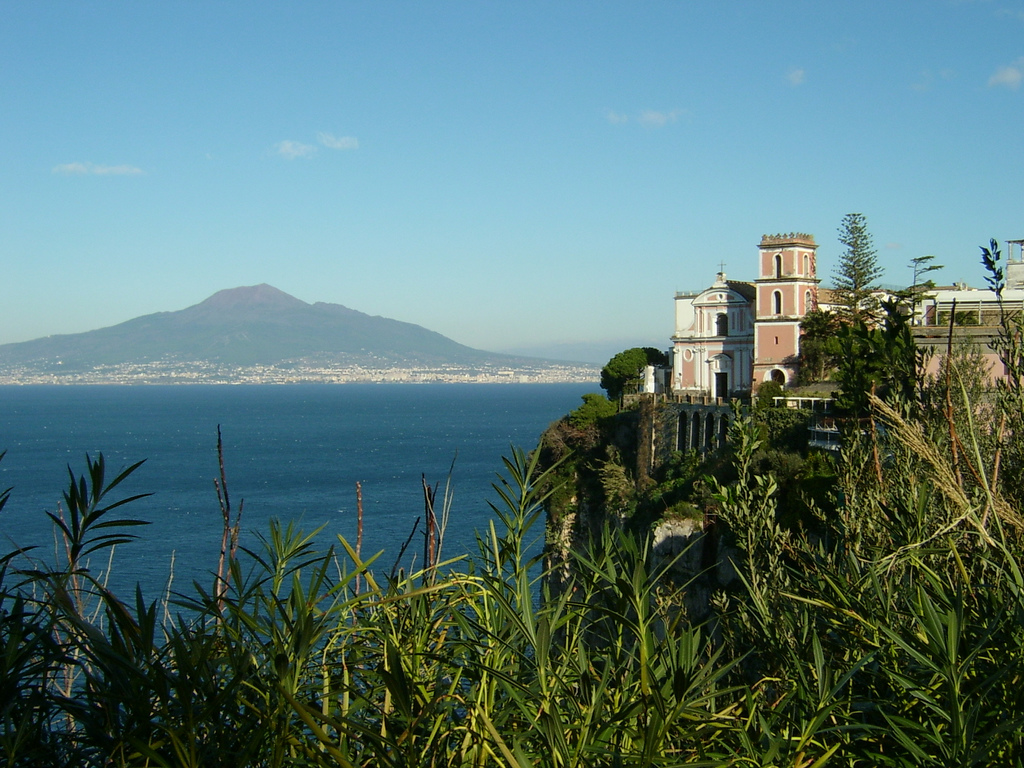
Iglesia de la Santísima Virgen de la Anunciación.
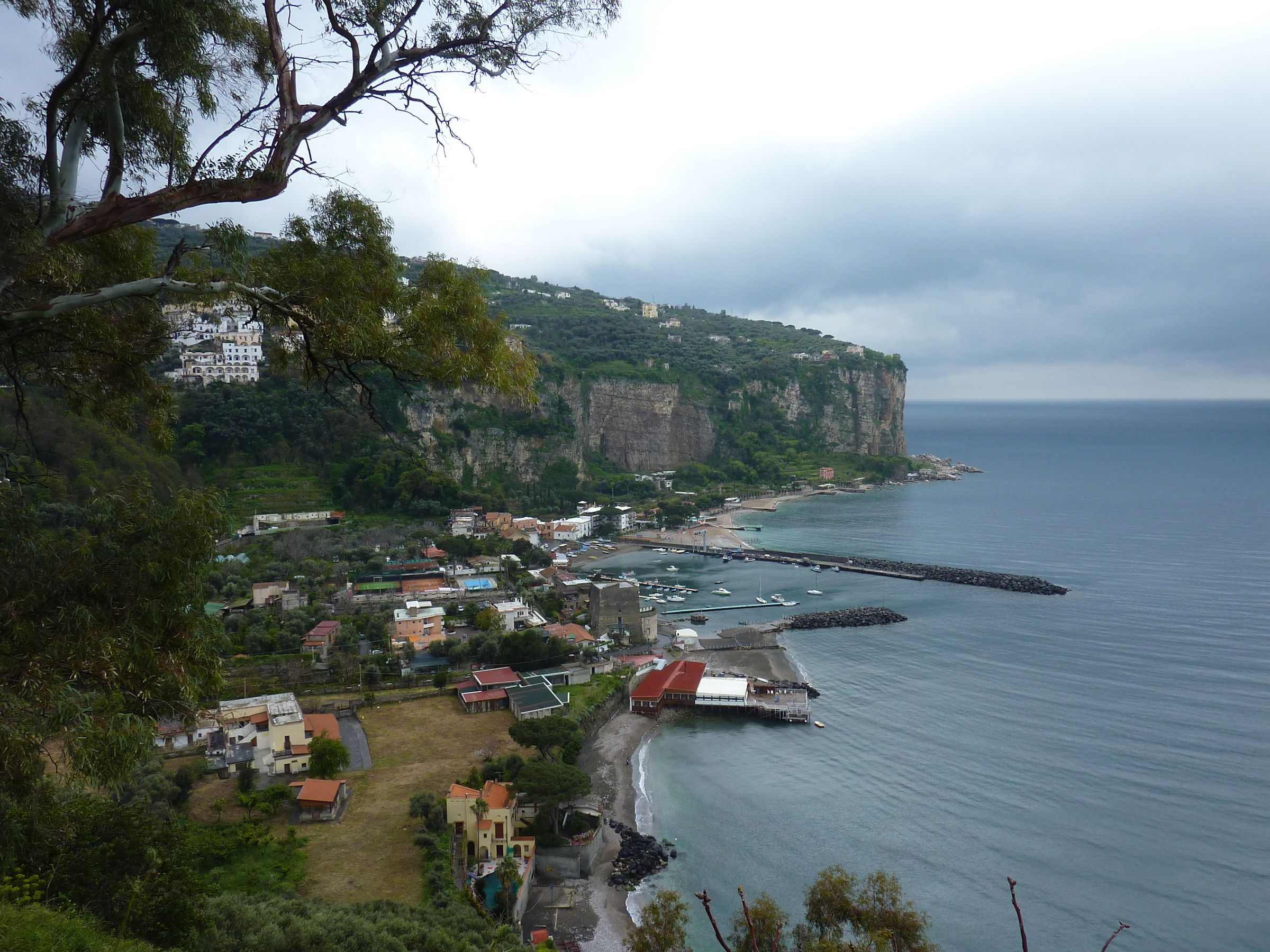
Puerto.
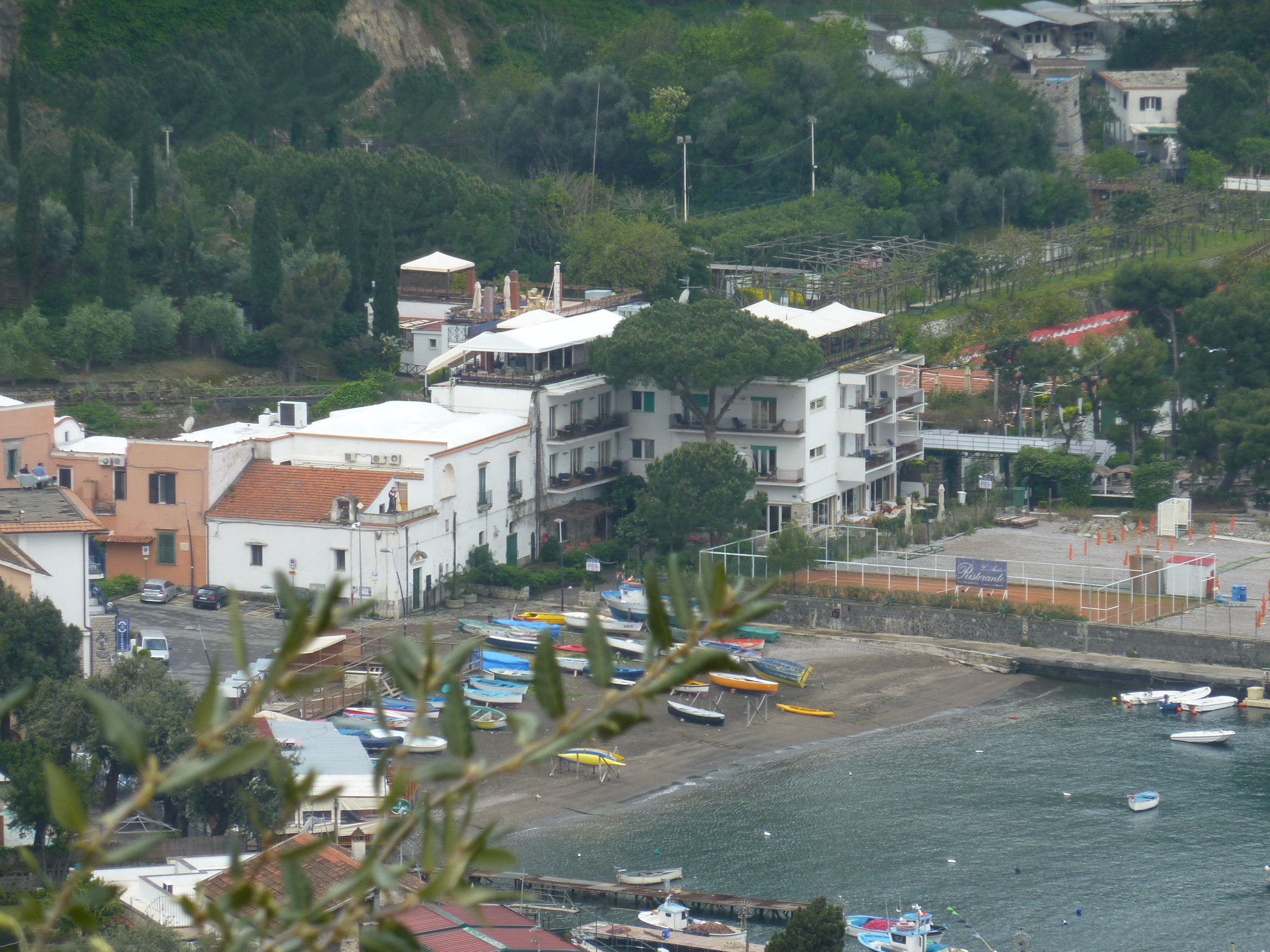
Playa con botes.
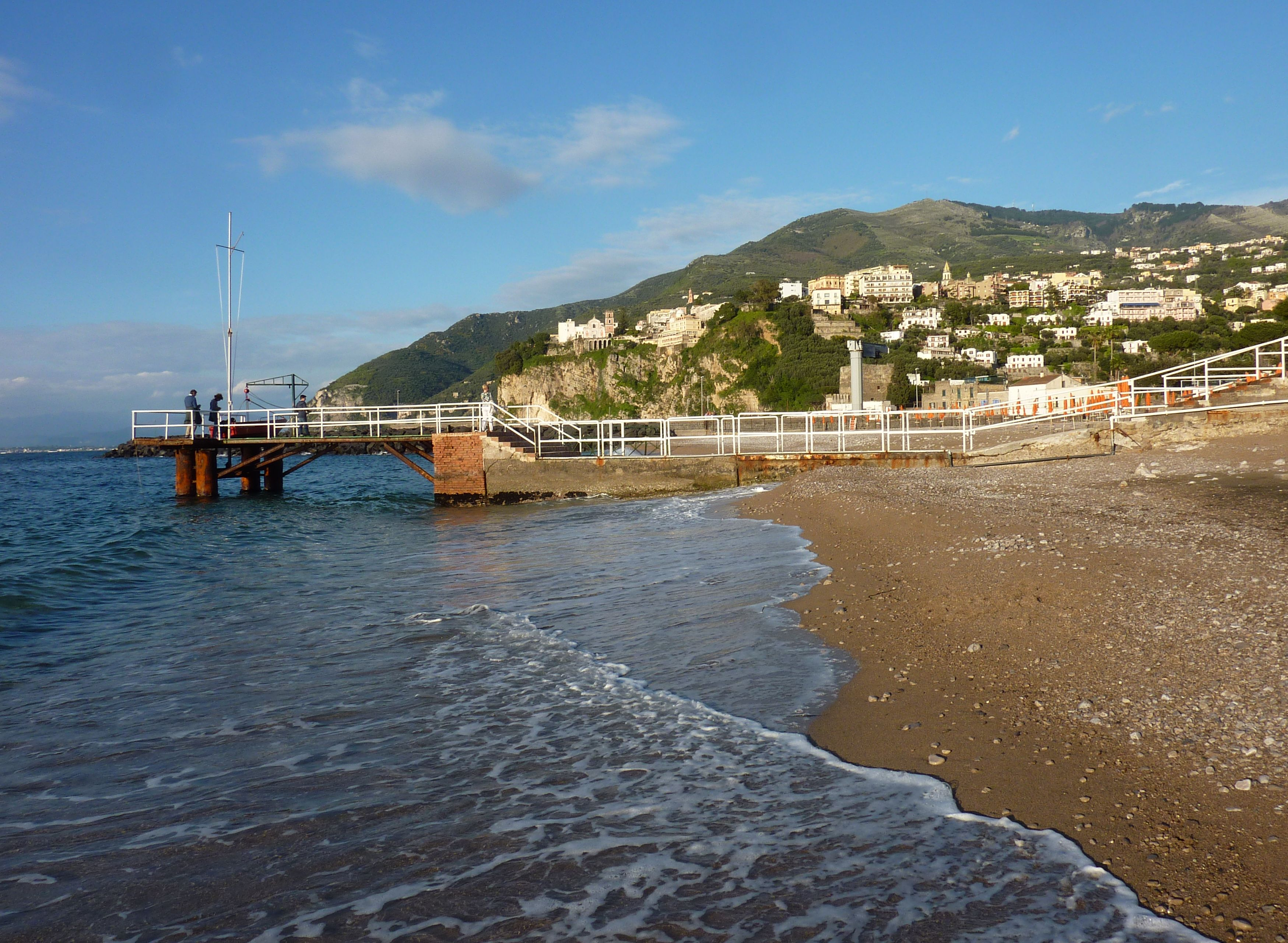
Playa.
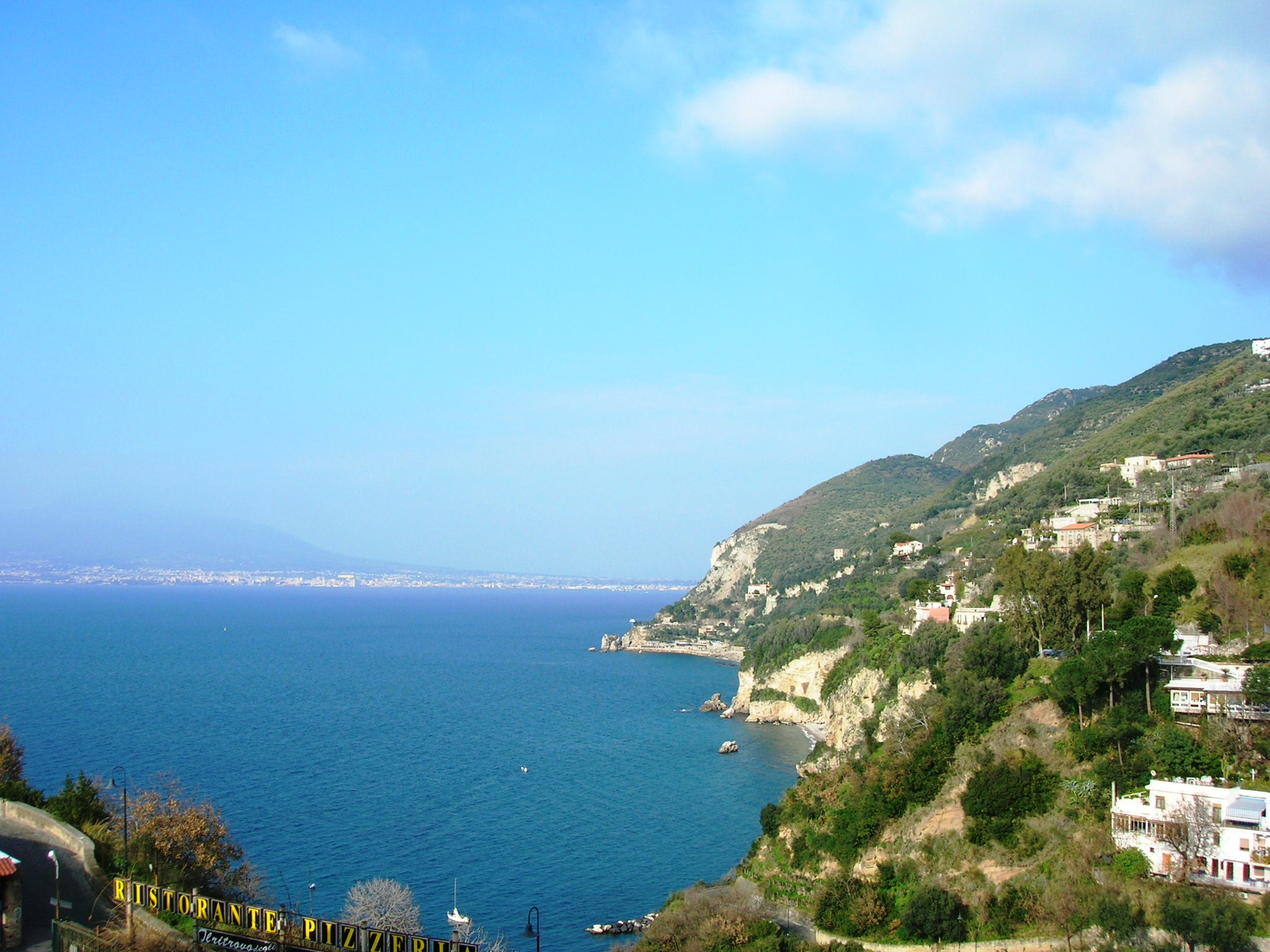
Costa hacia Castellammare di Stabia.
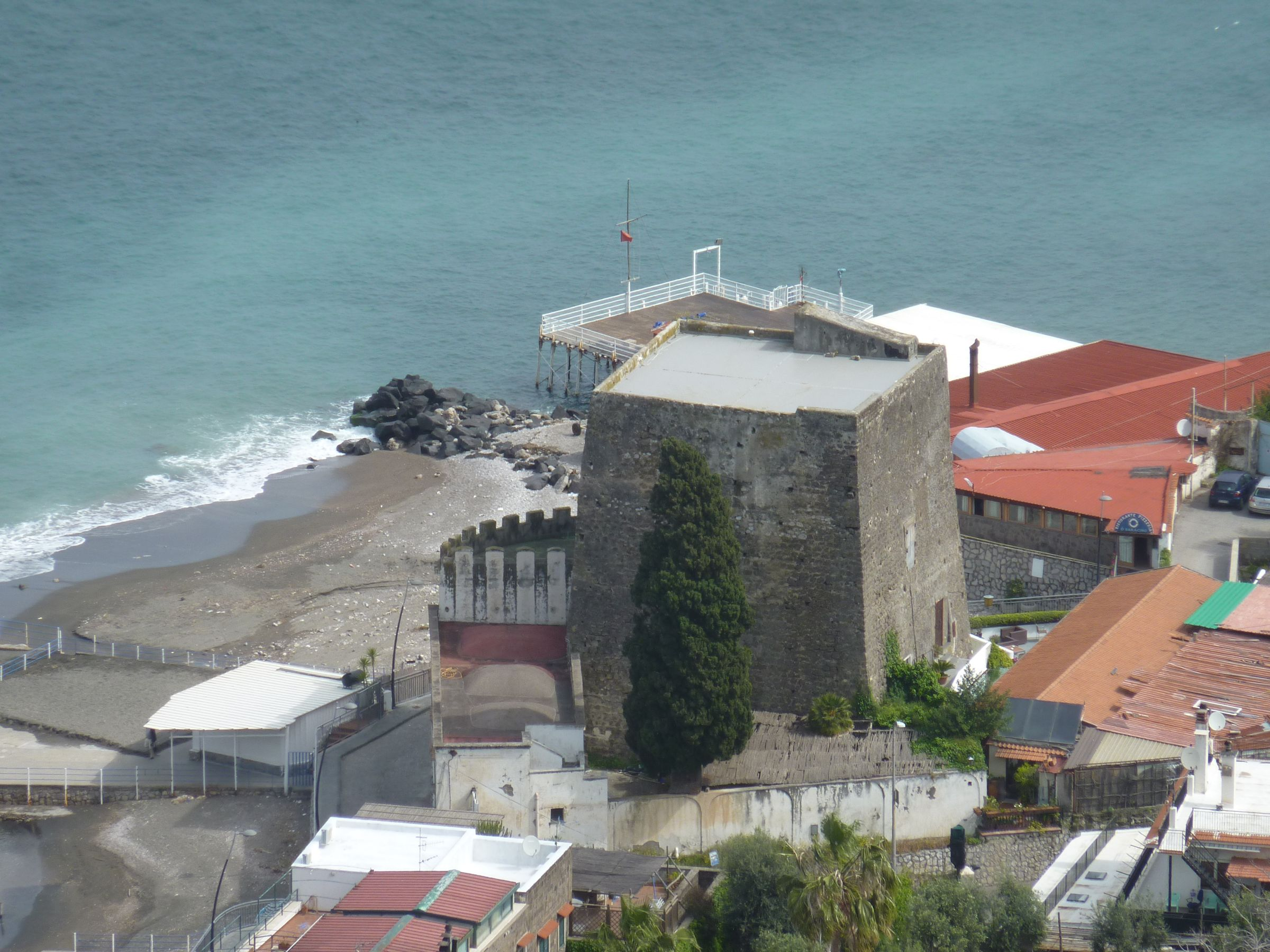
Torre Sarracena.
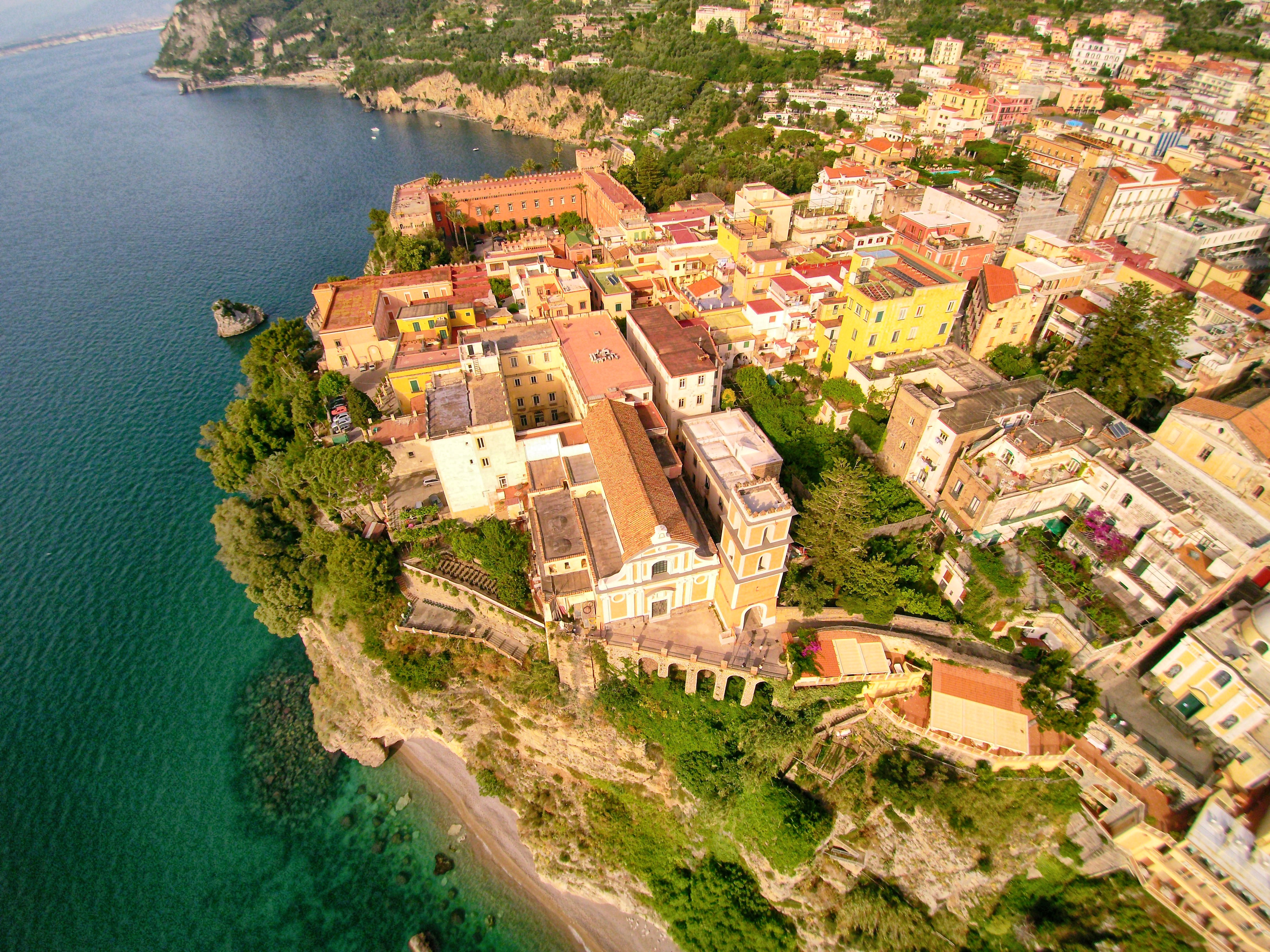
Vista desde el alto.
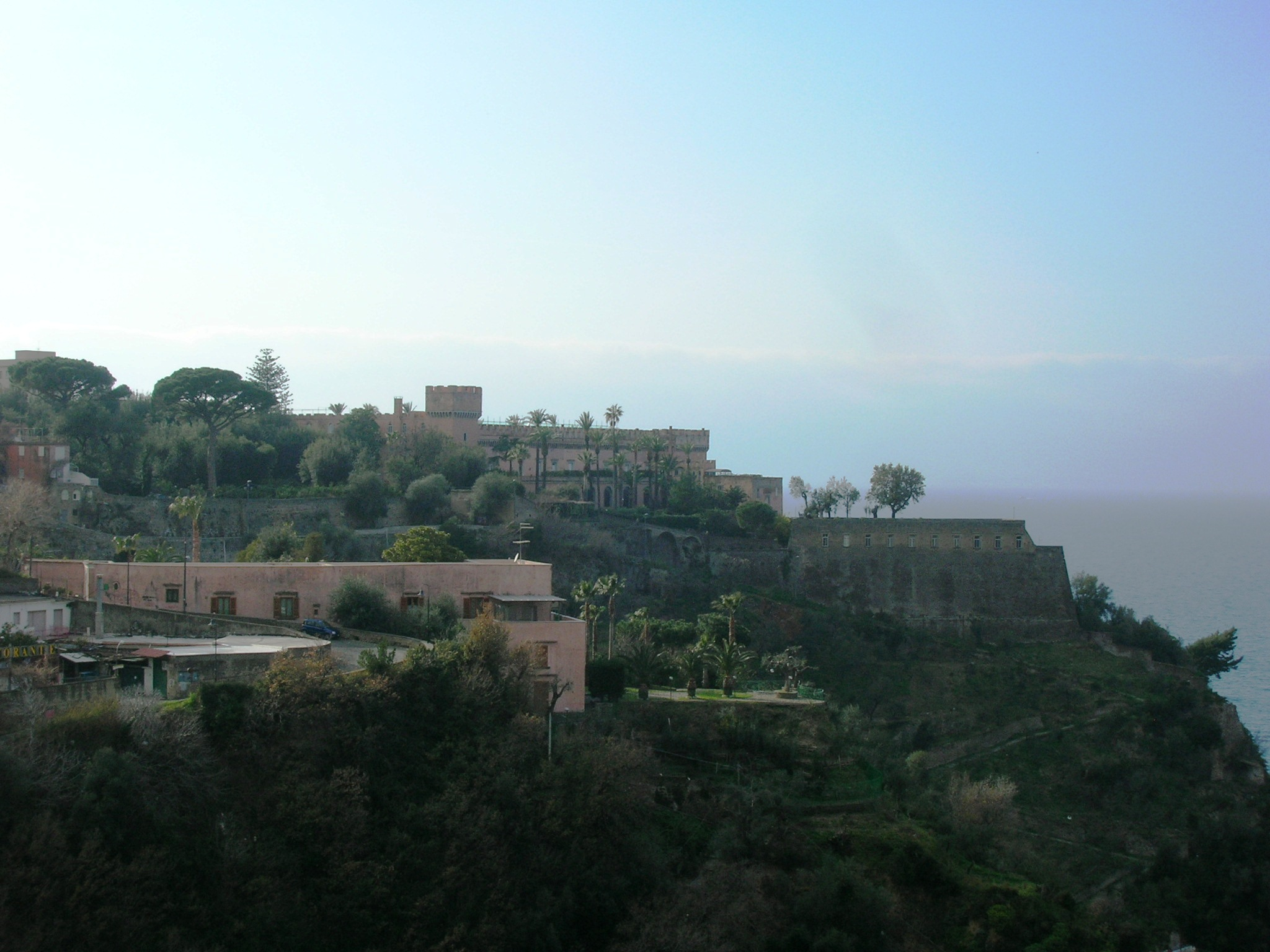
Castillo Giusso.
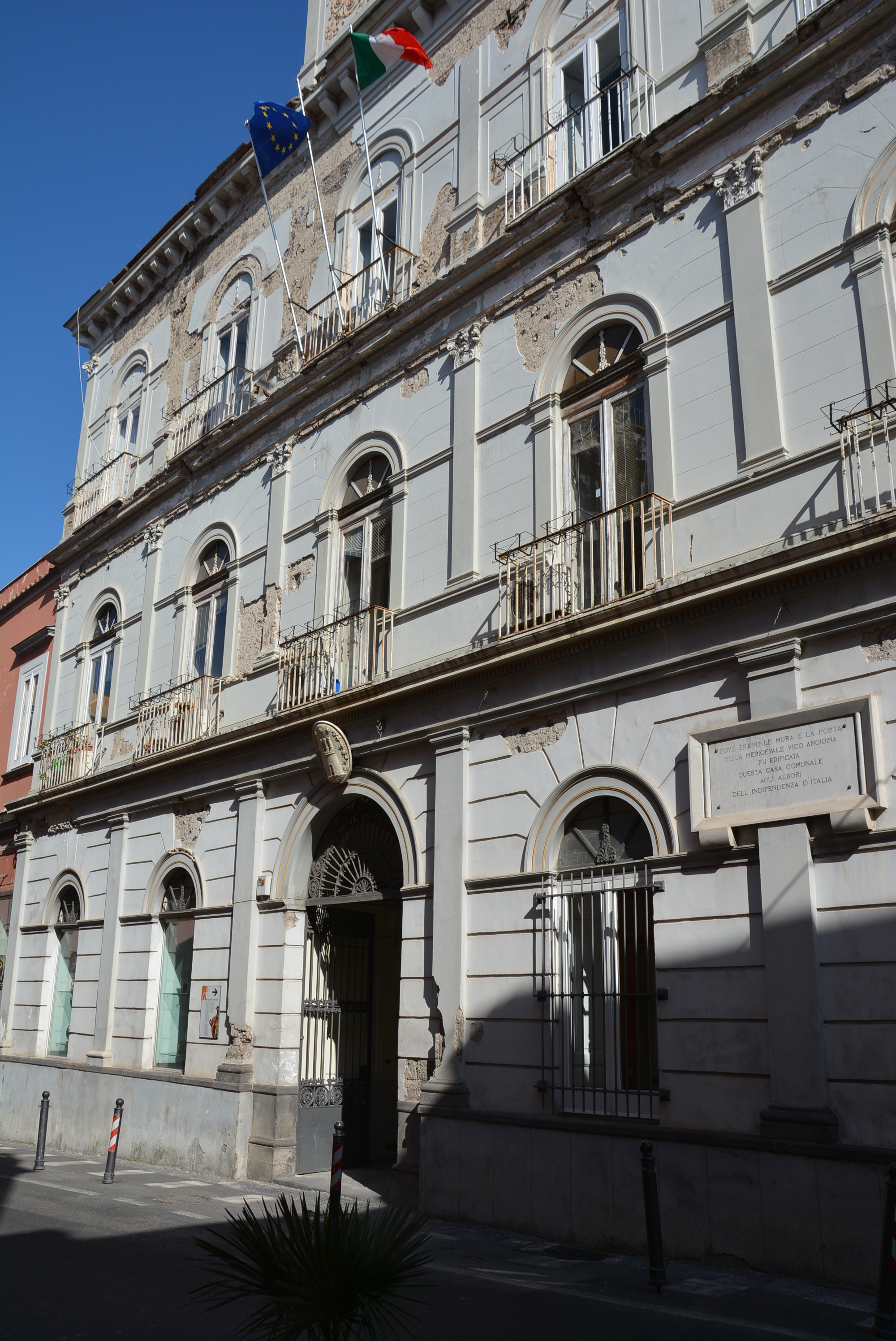
El Museo Antiquarium Silio Italico.
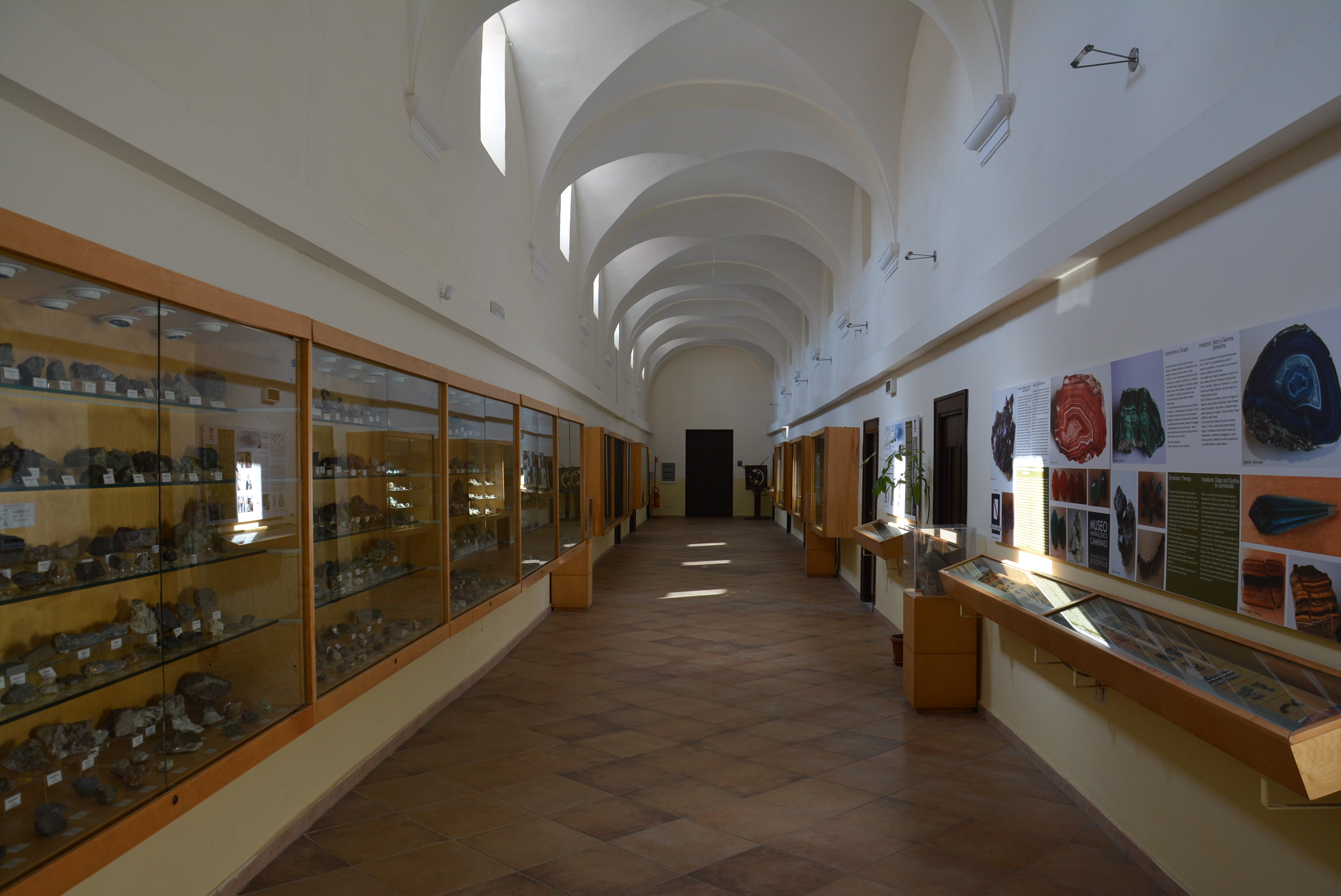
El Museo Mineralógico Campano.
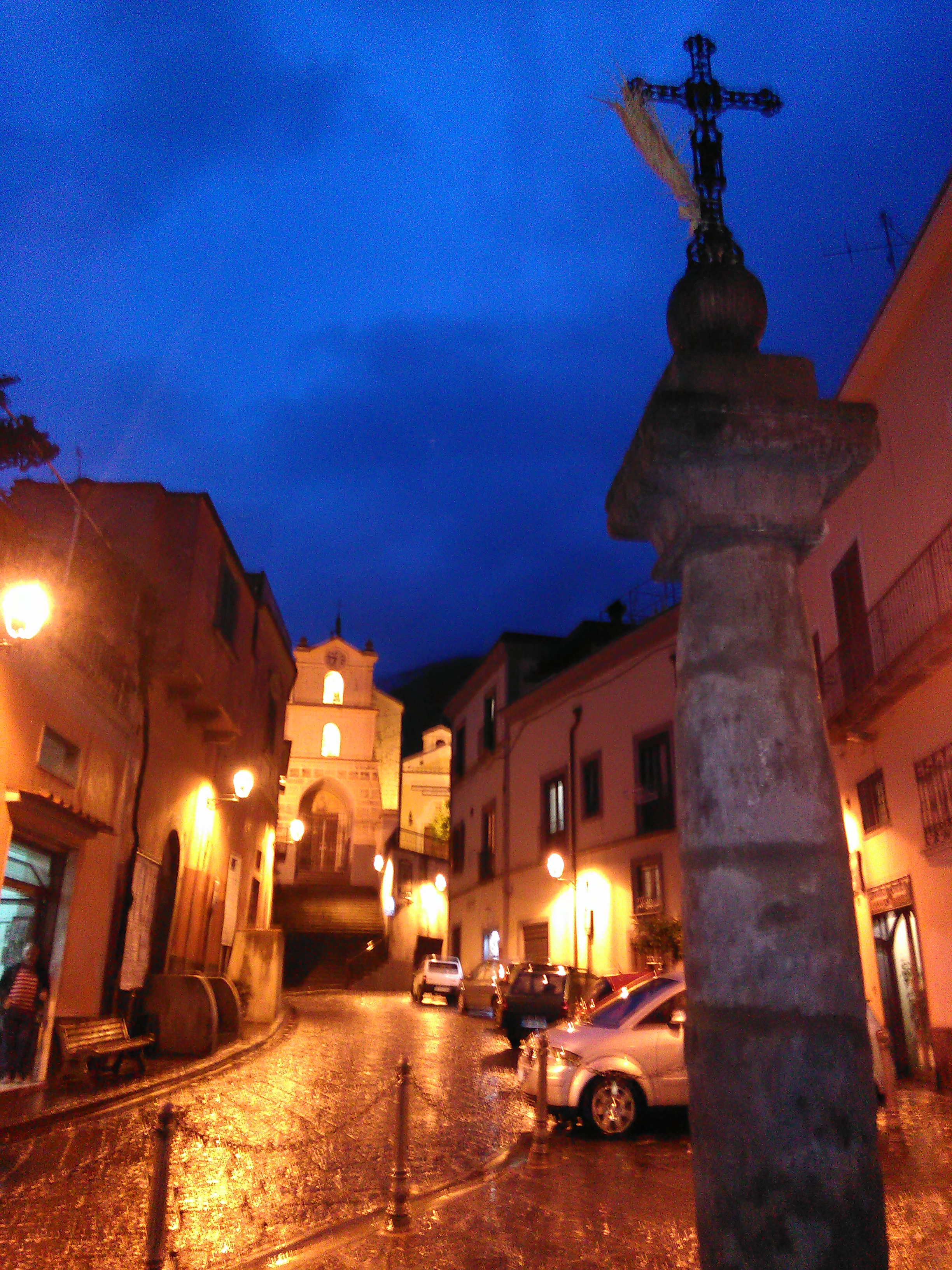
Plaza San Juan el Bautista.
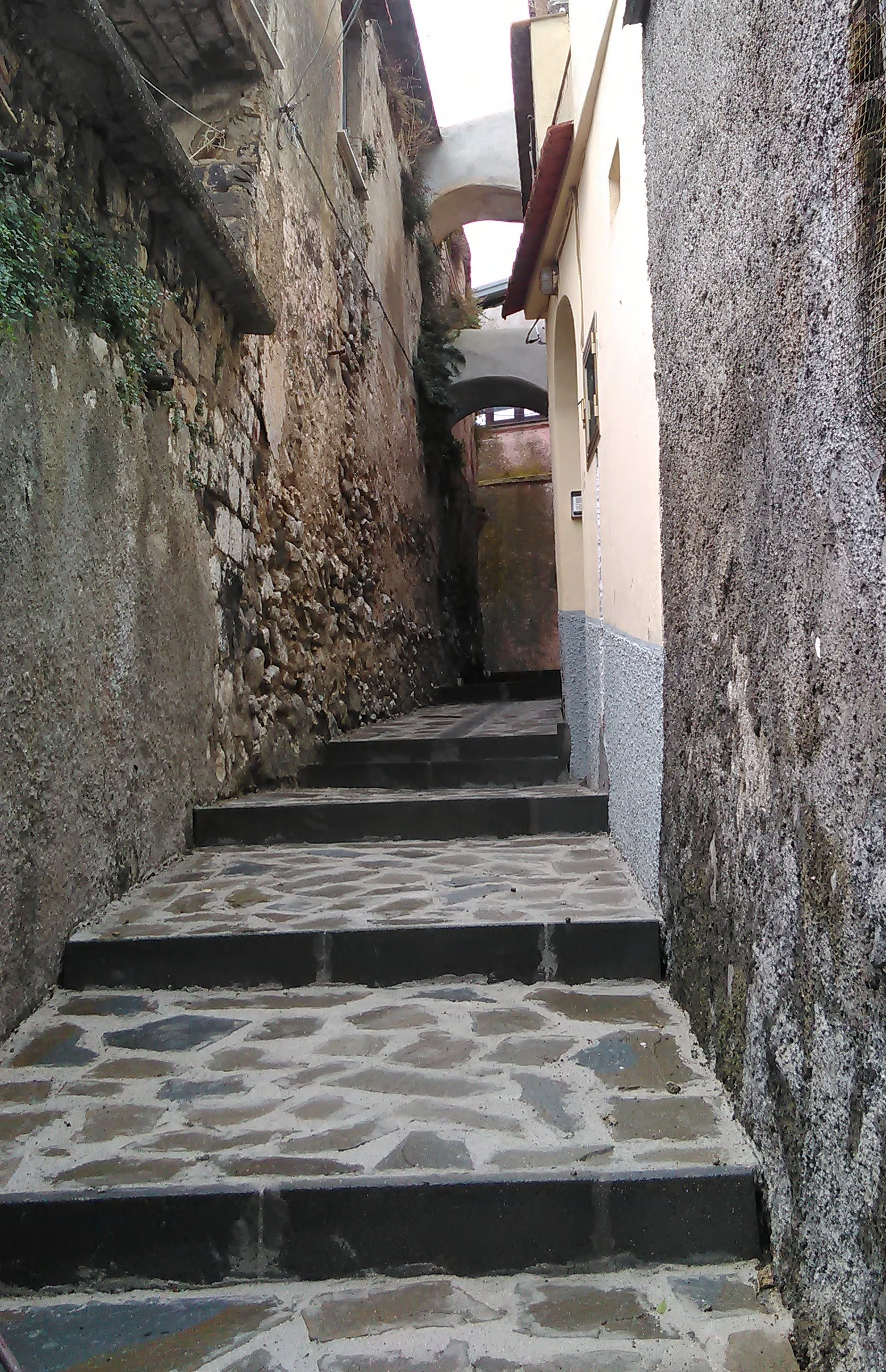
Callejón medieval en el barrio histórico de Santa Caterina.

## Evolución demográfica
| Gráfica de evolución demográfica de Vico Equense entre 1861 y 2011 |
|                                                                    |
| Fuente ISTAT - elaboración gráfica de Wikipedia                    |